# Barra do Azeite
Barra do Azeite é um povoado (núcleo urbano) do município brasileiro de Cajati, no interior do estado de São Paulo.

## História

### Origem
Na segunda década do século XIX Matias de Pontes, na sua busca por ouro, juntamente com um índio chamado Botujuru, foram desbravando e explorando a mata, passando por locais onde ninguém jamais havia andado. Quando encontraram estas terras e as desbravaram, alguns lugares formam denominados e permanecem até hoje com a mesma nomenclatura.
Durante a exploração, por encontrarem uma enorme pedra na qual um garrafão de azeite de mamona foi quebrado, foi dado o nome de Barra do Azeite ao local.

## Geografia

### Área urbana
No Censo 2022 (IBGE) Barra do Azeite era classificado pelo IBGE como povoado (núcleo urbano), com um total de 436 domicílios.

### Demografia

#### População urbana
| Crescimento população urbana | Crescimento população urbana | Crescimento população urbana | Crescimento população urbana |
| Censo                        | Pop.                         |                              | %±                           |
| ---------------------------- | ---------------------------- | ---------------------------- | ---------------------------- |
| 2010                         | 377                          |                              | —                            |
| 2022                         | 965                          |                              | 156,0%                       |
| Fonte: IBGE e Fundação SEADE |                              |                              |                              |

### Rodovias
Seu principal acesso é a Rodovia Régis Bittencourt (BR-116).

### Hidrografia
- Rio Azeite, localizado na bacia do Rio Ribeira de Iguape.

## Serviços públicos

### Saneamento
O serviço de abastecimento de água é feito pela Companhia de Saneamento Básico do Estado de São Paulo (SABESP).

### Energia
A responsável pelo abastecimento de energia elétrica é a Neoenergia Elektro, antiga CESP.

## Atrações turísticas
O local é conhecido pelas belezas naturais da Serra do Azeite, parte do Parque Estadual do Rio Turvo (PERT), com locais agradáveis, belos e preservados, sendo suas águas o seu maior atrativo, com riachos, rios e a exuberante Cachoeira do Azeite, situada na nascente do Rio Azeite.

## Religião
O Cristianismo se faz presente no povoado da seguinte forma:

### Igreja Católica
- A igreja faz parte da Diocese de Registro[15].

### Igrejas Evangélicas
- Assembleia de Deus - O povoado possui congregação da Assembleia de Deus Ministério do Belém[16].

- Congregação Cristã no Brasil[17].